# Azzida
Azzida (Ažla in sloveno, Azide in friulano) è una frazione del comune di San Pietro al Natisone, in provincia di Udine.
Azzida è posta all'ingresso della valle di Savogna e di San Leonardo, costruita sopra uno sperone che domina l'ingresso alle due valli, quindi esposta ai venti che scendono dal Matajur e dal monte Colovrat. Nello specifico, il paese si snoda lungo la strada San Quirino - Savogna e San Pietro al Natisone, ed è posta proprio ai piedi del monte Barda, a 164 m s.l.m.

Il maggiore luogo d'interesse della località è la chiesa costruita nel 1890 nella piazza, e nel giorno di san Valentino (14 febbraio) si tiene sempre una sagra.

## Storia
Di Azzida si hanno le prime notizie in un documento del 1175, citata come Algida Romanorum (fredda in latino), nome derivante dalla sua localizzazione geografica Azzida all'epoca era situata sotto il monte Carcos . Secondo lo scrittore e sacerdote Ivan Trinko il paese contava 692 abitanti nel 1912, dimostrandosi quindi il maggiore centro abitato delle Valli del Natisone.

Il terremoto del Friuli del 1976 colpì duramente Azzida, che perse il 60% delle abitazioni e fu costretta a spostarsi ad ovest.

## Economia
L'attività economica prevalente ad Azzida è costituita dalla zona industriale e artigianale situata a sud, con un'area di circa 250.000 m². Sono presenti comunque attività di frutticoltura, di lavorazione della pietra, che si occupano della produzione di calcestruzzo, caseifici e falegnamerie.
In passato era ben consolidata nel paese l'attività degli arrotini.

## Cognomi
Iussig, Tropina, Venturini, Zufferli